# Riechertsche Mühle

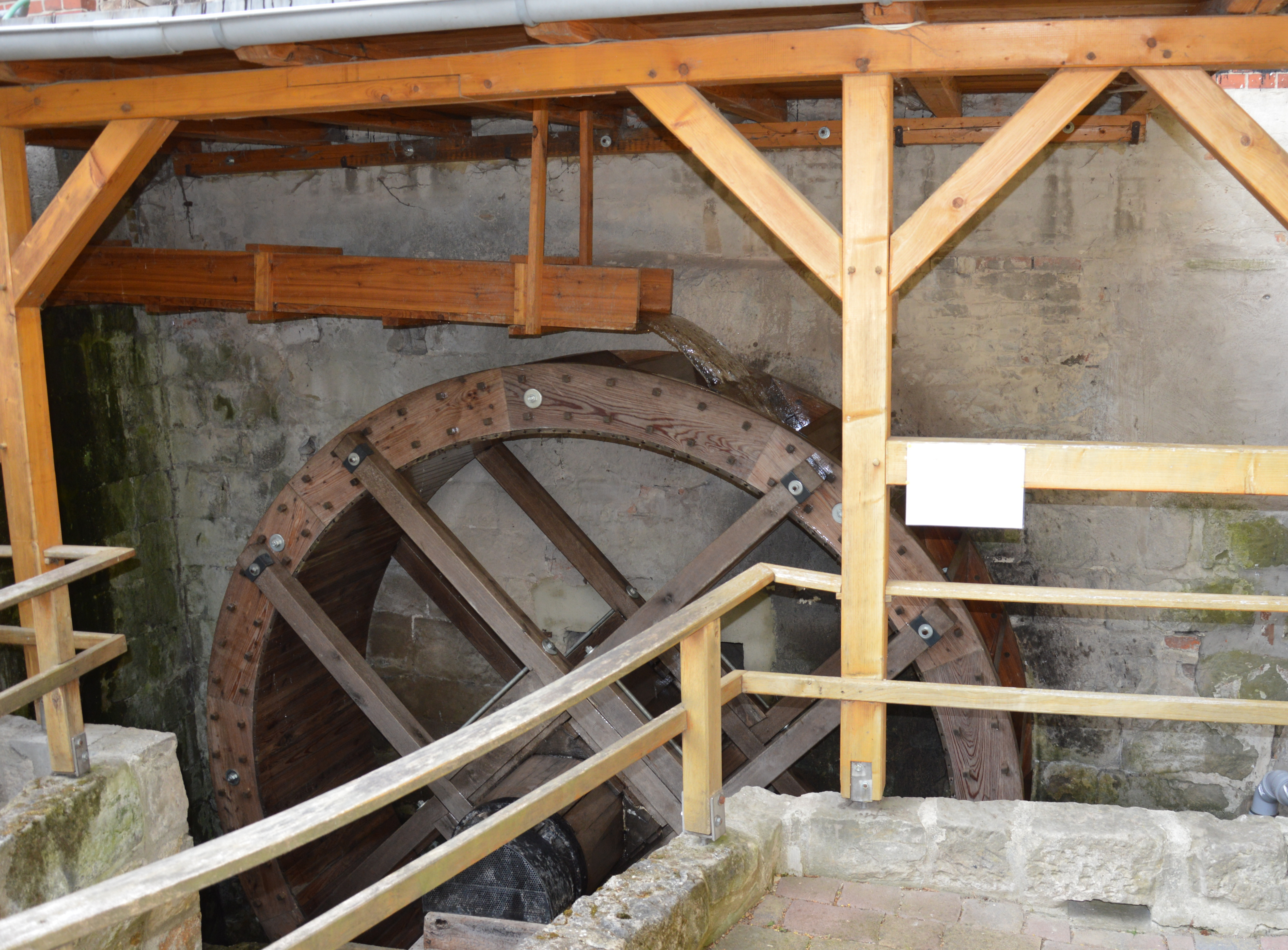
Mühlrad

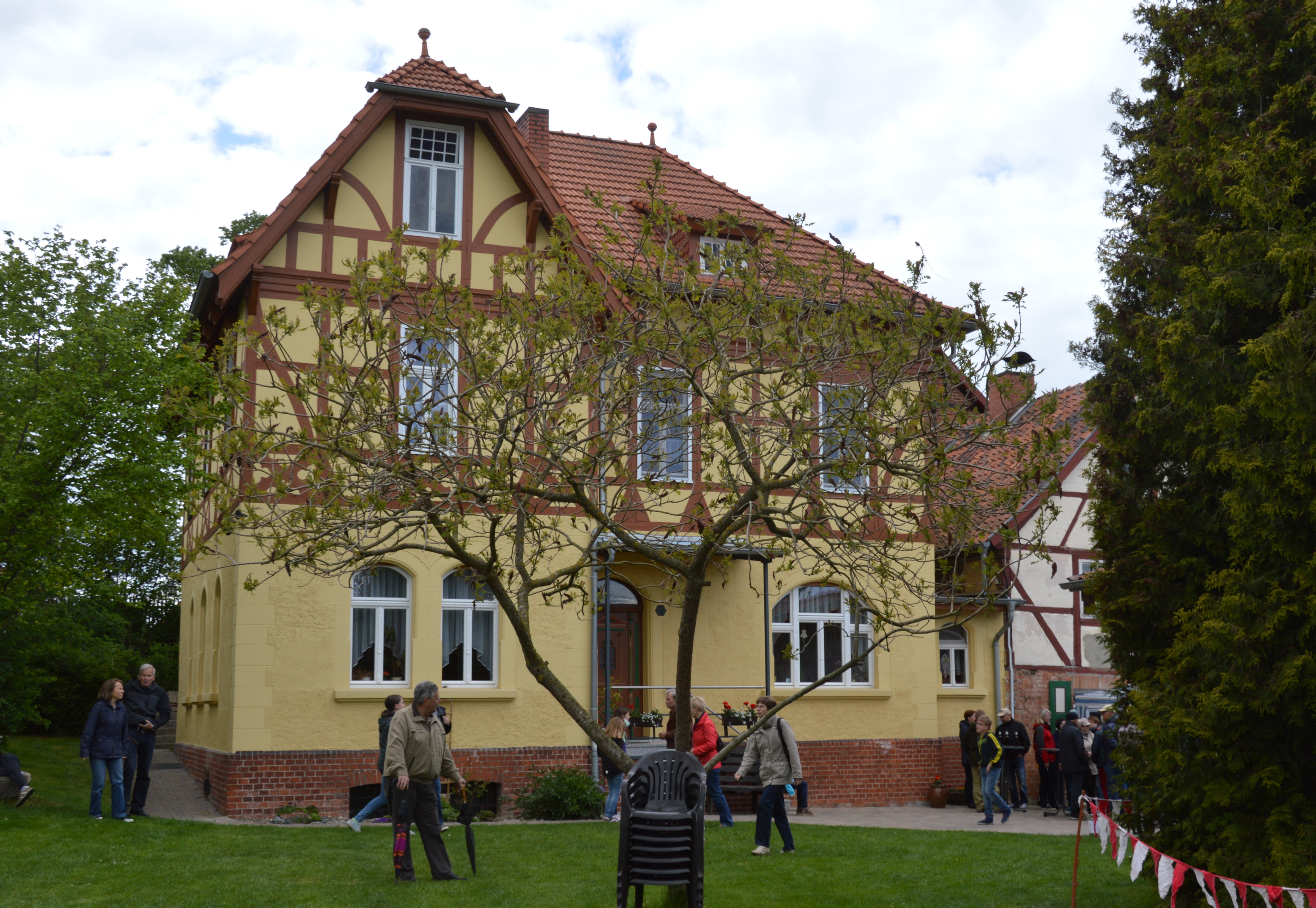
1904 errichtetes Wohnhaus

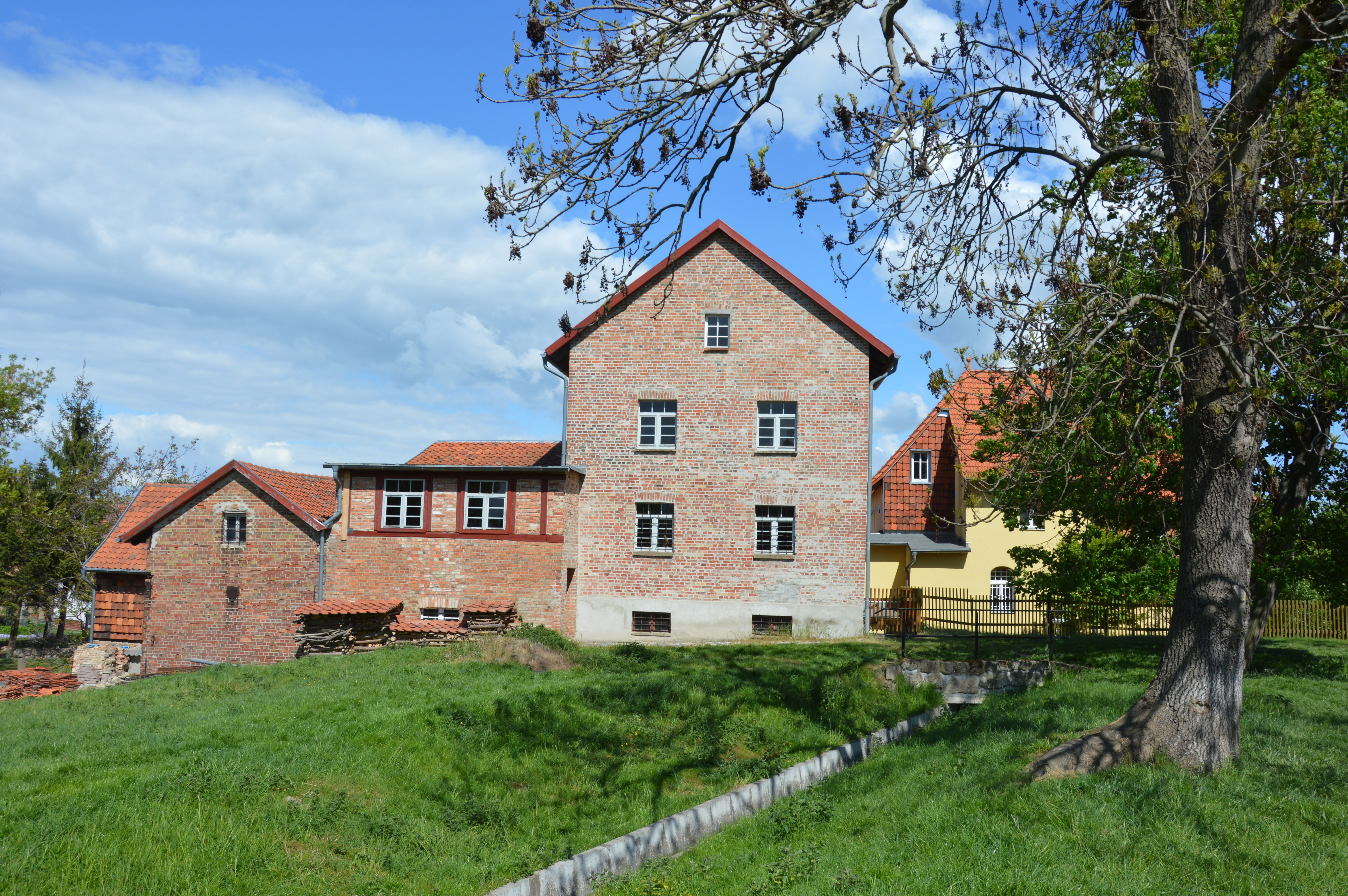
Blick von Westen auf den Mühlenhof

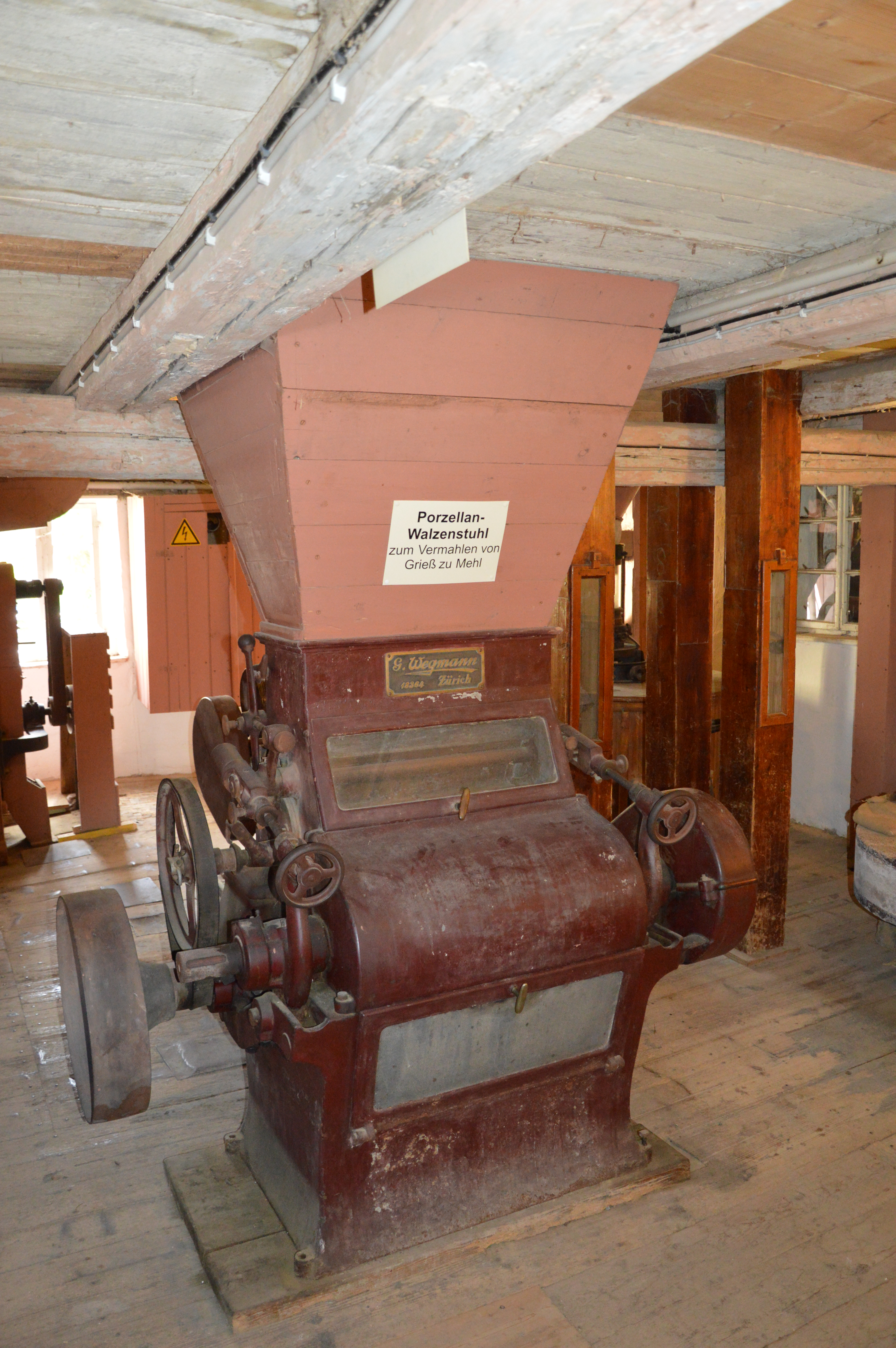
Porzellanwalzenstuhl

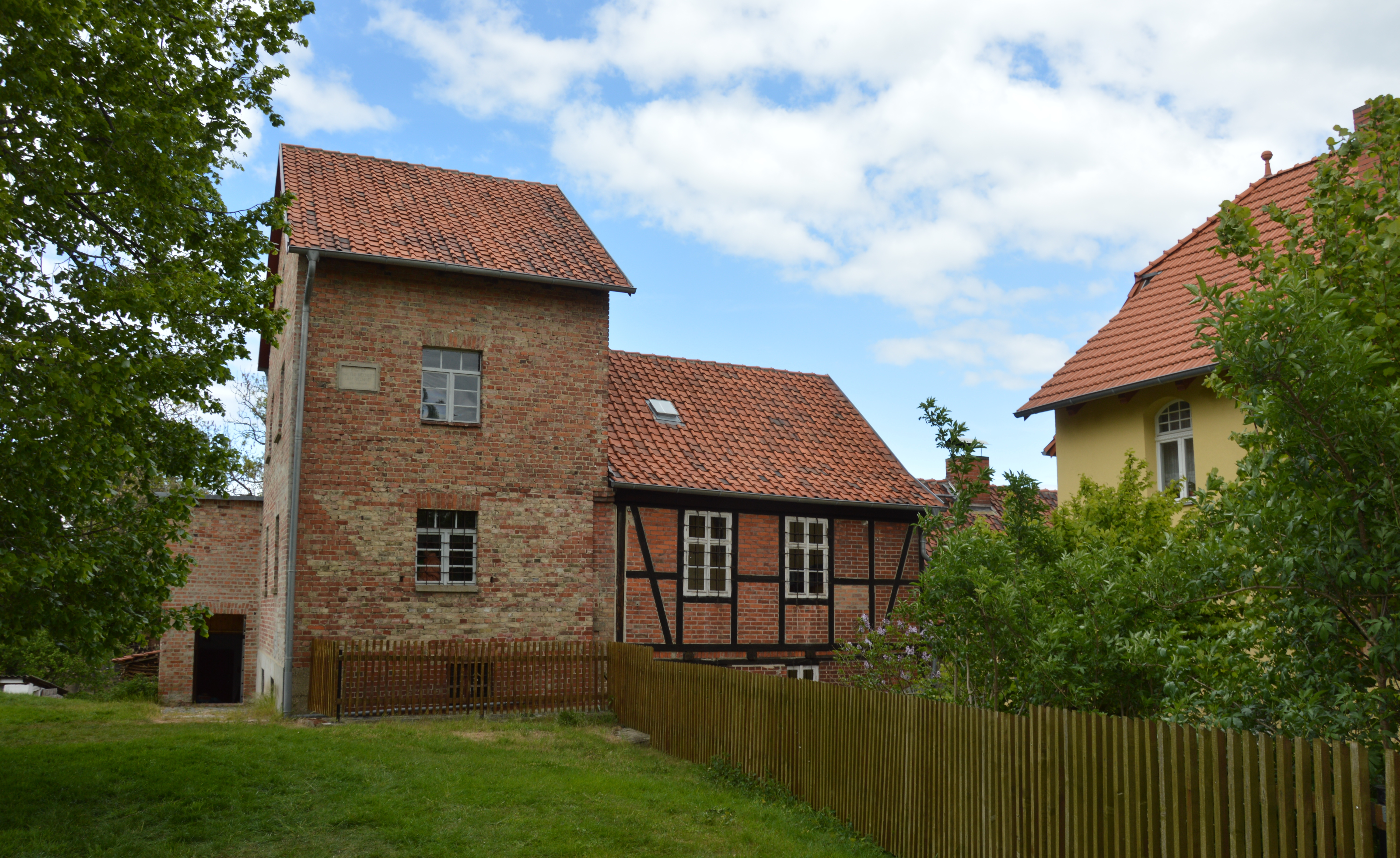
Blick von Südwesten

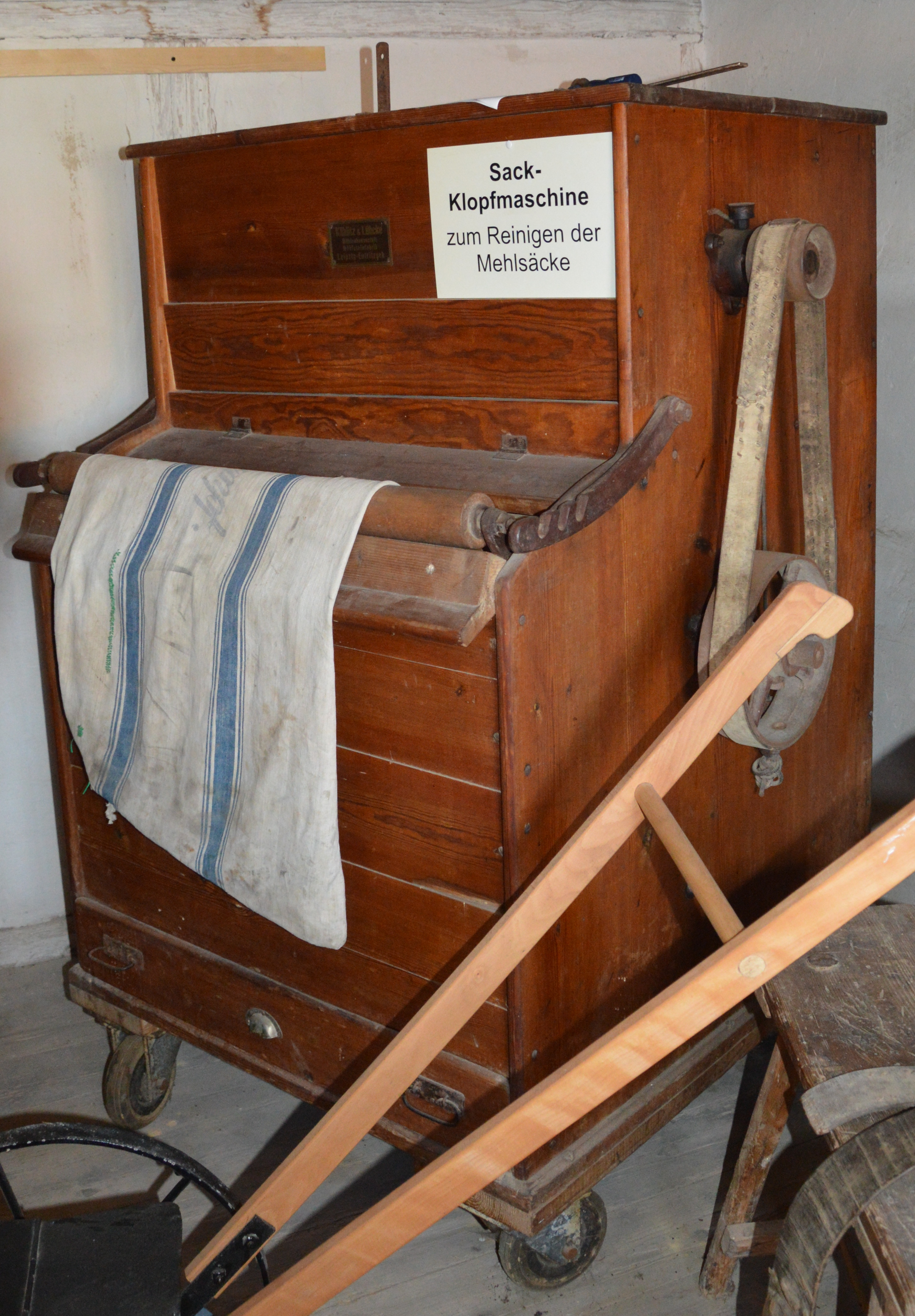
Sackklopfmaschine

Die Riechertsche Mühle ist eine Wassermühle im Halberstädter Ortsteil Klein Quenstedt in Sachsen-Anhalt. Sie wird auch als Wassermühle Klein Quenstedt bezeichnet.

## Lage
Die Mühle befindet sich am Assebach in der westlichen Hälfte des Dorfes Klein Quenstedt an der Adresse Im Winkel 63.

## Architektur und Geschichte
Die heutigen Gebäude der dreiflügeligen Anlage entstanden nach einer Inschrift ab 1789. Bereits seit der Zeit um 1200 befand sich am Unterlauf des Assebachs jedoch eine Wassermühle. 1237 wurde eine Mühle und eine Hufe Land von Isabelle, der Witwe des Hermann von Harbke, dem Jacobikloster geschenkt. Vermutlich befand sie sich am heutigen Eingang des jetzigen Mühlengrundstücks. 1483 bestand in Klein Quenstedt am Hopfenhof auch eine als Walkenmühle bezeichnete Mühle, die Hans und Margarete Schure gehörte. Aus dem Jahr 1751 ist eine urkundliche Erwähnung der Mühle überliefert. Die Gemeinden Sargstedt, Groß und Klein Quenstedt hatten danach jedes Jahr zwei große Buchen an die Mühle zu liefern und auch sonst zum Erhalt der Wassermühle beizutragen.
1844 gelangte die Mühle an die Familie Walter Riechert, deren Nachkommen noch heute (Stand 2016) Eigentümer der Wassermühle sind. Im 19. Jahrhundert erfolgten Umbauten und Erweiterungen. 1873 wurde eine Dampflokomobile der Firma Wolf AG aus Buckau bei Magdeburg mit einer Leistung von 8 PS installiert. Ein letzter umfassender Umbau der Mühle erfolgte 1888. Die heutigen Walzenstühle, der Fahrstuhl und ein Sichter wurden eingebaut. Außerdem wurde ein Geschoss aufgestockt. Die heutige Anlage entspricht weitgehend noch dem dabei erreichten Stand. Sie wurde als Weizenmühle betrieben und konnte 30 Zentner pro Tag bewältigen. 1895 wurde für die Lokomobile ein eigenes Maschinenhaus mit etwa zwölf Meter hohen Schornstein und Kohlenschuppen erbaut. Später wurde der Schornstein vermutlich noch einmal erhöht.
Im Jahr 1904 wurde an die Südseite der damals wirtschaftlich erfolgreichen Mühle ein Wohnhaus in Formen des Jugendstils angefügt, dass in seinen oberen Stockwerken die regionale Fachwerktradition zitiert. 1913 erfolgte eine Umstellung der Anlage auf einen 18 PS Sauggasmotor, der allerdings technische Probleme mit sich brachte.
In der Zeit des Ersten Weltkriegs hatte die Mühle erhebliche wirtschaftliche Probleme. 1915 wurde ein Roggenmahlgang eingebaut.
In den 1920er Jahren verschlechterte sich die wirtschaftliche Lage, da die Konkurrenz durch industriell arbeitende Großmühlen größer wurde. 1920, nach anderen Angaben 1921, wurde ein 20 PS AEG-Elektromotor angeschafft. 1925 erwarb man einen DEUTZ-Rohölmotor, da der Strompreis stark gestiegen war. Der Motor erwies sich jedoch als störanfällig und wurde wohl bald wieder ausgebaut.
Ab den 1930er Jahren wirkte die Mühle auch als Handelsmüllerei und vertrieb Mehl in kleinen Packungen von 1 bis 2,5 Kilogramm an Händler und Endkunden in der Region. 1932 wurde ein Auto vom Typ Chevrolet angeschafft und zum Lieferwagen umgebaut.
1941 wurde für den zur Mühle gehörenden LKW Peugeot eine Garage erbaut. In dieser Zeit des Zweiten Weltkriegs wurde dann der Schornstein abgerissen und pflasterte mit dem Material den Bereich des ehemaligen Misthaufens. Vermutlich wurde befürchtet, dass der markante Schornstein gegnerischen Bombern als Ziel und Orientierung dienen könnte.
Nach Kriegsende stieg die wirtschaftliche Bedeutung der Mühle zunächst wieder. Die konkurrierenden Großmühlen der Region wurde häufig als Reparationsleistungen an die Sowjetunion abgeliefert, so dass man verstärkt auf die kleinen Mühlen angewiesen war. 1947/48 wurde daher das Maschinenhaus aufgestockt und als Speicher genutzt. 1951 erwarb der letzte Müller der Mühle, Walter Riechert, seinen Meister, verstarb jedoch bereits 1953. Trotzdem wurde der Mahlbetrieb noch bis 1961 aufrechterhalten.
Die Mühle wurde dann 1959, nach anderen Angaben 1961 an die LPG Tierproduktion Klein Quenstedt verpachtet, die hier noch Futterschrot für den eigenen und für den Bedarf örtlicher Tierhalter herstellte. Der Betrieb wurde ausschließlich elektrisch durchgeführt. Wartungen unterblieben jedoch weitgehend, zum Teil wurden Holzeinbauten verheizt. Das Wasserrad, die Technik, aber auch Mühlteich und -graben verfielen. Der Mühlteich wurde mit Erde verfüllt. 1975 wurde der Betrieb dann endgültig eingestellt und die Anlage wieder an Walter Heucke übergeben. Von privater Seite erfolgten in kleinerem Umfang Erhaltungsmaßnahmen. Bereits im Jahr 1985 wurde die Wassermühle auf Initiative von Walter Heucke, dem Sohn des letzten Müllers, in die Denkmalliste aufgenommen. Unter Leitung des Kulturbundes der DDR fand eine Sanierung statt. Die Mühle wurde instand gesetzt, das Wasserrad, Bachlauf und Mühlgraben samt Wehren erneuert. Fehlende Maschinen wurden wieder beschafft. Der undicht gewordene Mühlteich musste ausgebaggert werden. Er wurde dann verkleinert und mit einer eingebrachten Folie abgedichtet.
1988 wurde die Wassermühle als Technisches Denkmal wiedereröffnet. 1995 verstarb Walter Heucke. Die Mühle wurde von seinem Sohn Ulrich Heucke übernommen.
Im April 2000 wurde der Förderverein Wassermühle Klein Quenstedt e.V. gegründet, der die Erhaltung der Anlage unterstützt. 2001, nach anderen Angaben 2003, wurde östlich der Mühle mit Unterstützung aus Mitteln des Verkaufs der sogenannten Mauergrundstücke ein Funktionsbau errichtet, in dem Küche, Toiletten und Platz für 50 bis 60 Gäste besteht. 2002 wurde am Tag des Offenen Denkmals auf dem Mühlenhof eine neue Wasserradwelle zugeschnitten. Das Wasserrad musste im Jahr 2007 komplett erneuert werden. Der Wasserzulauf wurde 2008 erneuert.
Im örtlichen Denkmalverzeichnis ist der Mühlenhof unter der Erfassungsnummer 094 00730 als Baudenkmal verzeichnet.

## Anlage
Die Mühlentechnik aus der Zeit des 19. Jahrhunderts ist weitgehend erhalten und funktionsfähig. So besteht der Mahlgang und zwei Walzenstühle. Einer der Walzenstühle ist ein Porzellanwalzenstuhl vom Fabrikat Wegmann. Darüber hinaus ist ein Sechskantsichter, Reinigung und eine stehende Mischmaschine erhalten. Auch die Hilfseinrichtungen wie Elevatoren, Fahrstuhl und Transmissionen sind vorhanden. Gleiches gilt für den 1921 angeschafften AEG-Elektromotor.